# Énergie solaire thermique

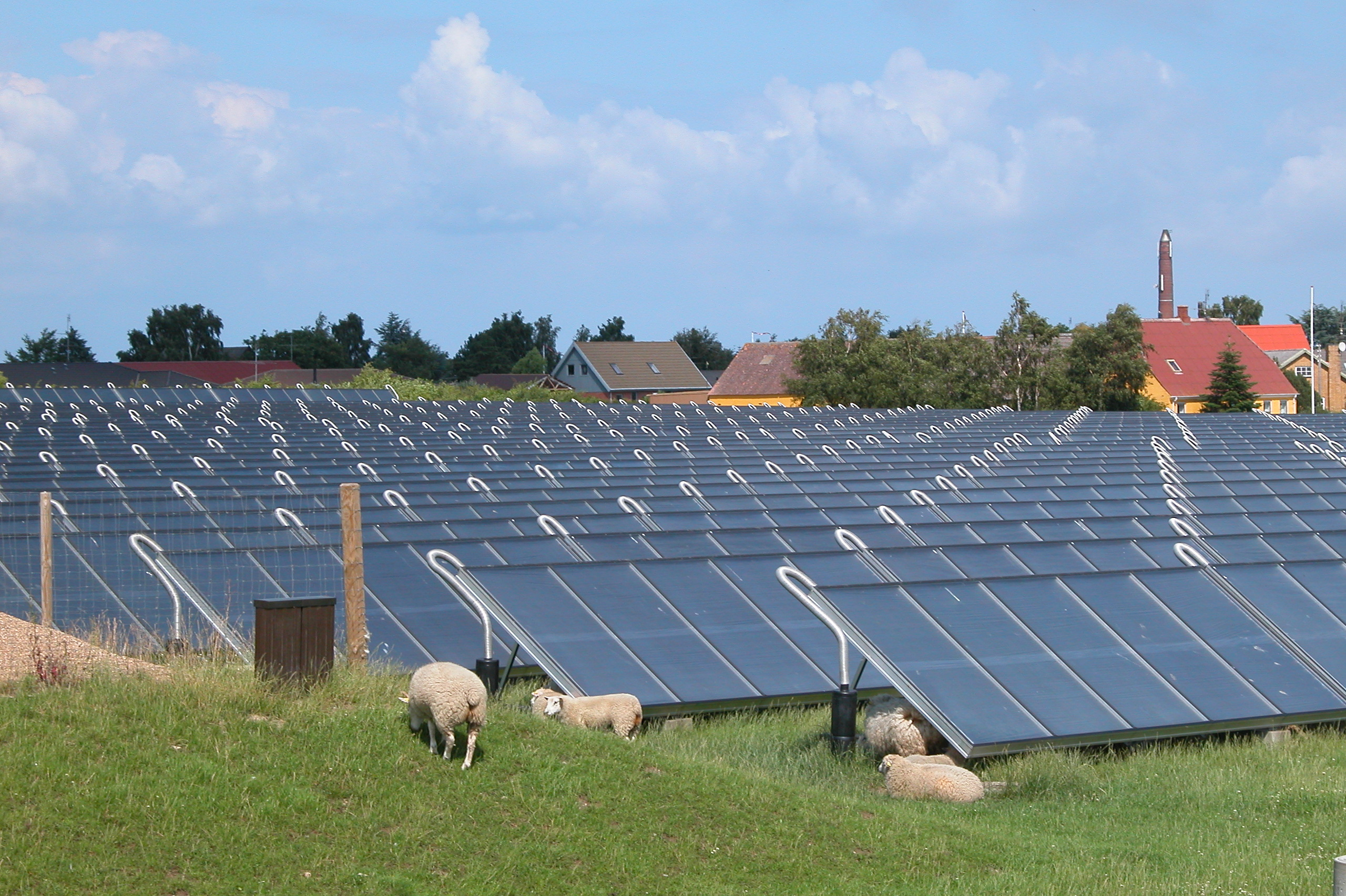
Un champ de capteurs solaires au Danemark au sein d'une centrale de chauffage solaire, permettant de récupérer l'énergie thermique du rayonnement solaire.

L'énergie solaire thermique est l'énergie thermique du rayonnement solaire. Elle est captée dans le but d'échauffer un fluide (liquide ou gaz). L'énergie reçue par le fluide peut être ensuite utilisée directement (eau chaude sanitaire, chauffage, etc.) ou indirectement (production de vapeur d'eau pour entraîner des alternateurs et ainsi obtenir de l'énergie électrique, production de froid, etc.).
C'est ainsi une forme d'énergie solaire, émise par le Soleil sous forme de rayonnement. Une autre forme notable est l'énergie solaire photovoltaïque, qui utilise l'effet photoélectrique afin de transformer les photons émis par le Soleil en électricité.
Le capteur solaire thermique est un instrument utilisé pour transformer le rayonnement solaire en chaleur. Les principes physiques fondamentaux qui fondent cette production d'énergie sont notamment l'absorption et la conduction thermique. Dans le cas particulier des systèmes à concentration (centrale solaire thermodynamique, four solaire, etc.), la réflexion joue aussi un rôle important.
Le solaire thermique se développe, malgré un net ralentissement depuis 2014. La Chine représente à elle seule 72,8 % de la puissance installée des capteurs, mais en puissance par habitant elle est dépassée par sept pays, dont Chypre, Israël, l'Autriche, la Grèce et l'Australie.

## Histoire

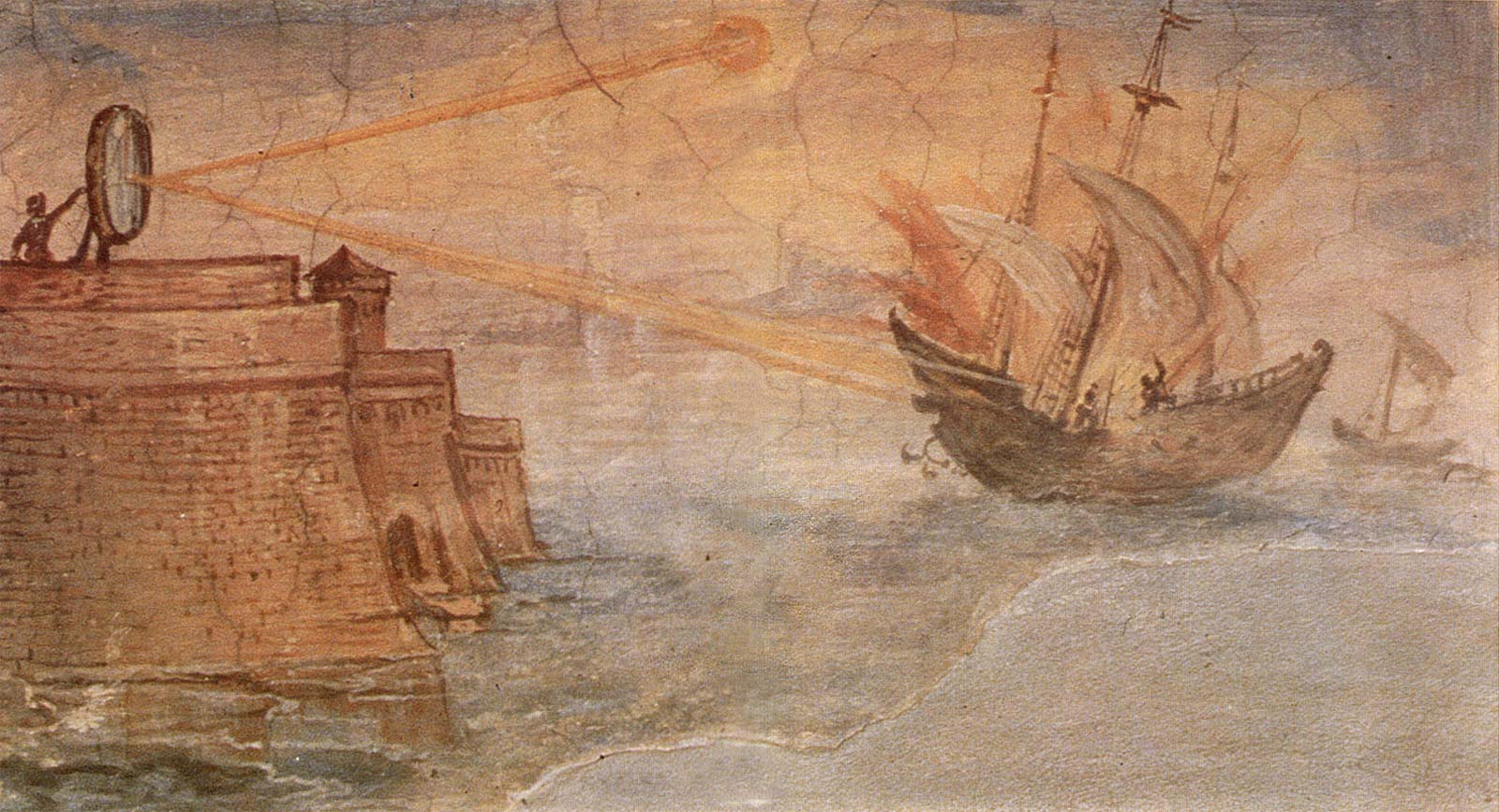
Tableau de Parigi (1600) illustrant la défense de Syracuse par Archimède.

La première utilisation non passive répertoriée de l'énergie solaire thermique par l'Homme remonte à 212 av. J.-C. quand Archimède concentra l'énergie du soleil afin d'enflammer les navires romains assiégeant Syracuse. Des scientifiques ont cependant ensuite mis en doute la faisabilité technique d'une telle méthode. Plus de 17 siècles plus tard, en 1561, Adam Lonitzer évoque un procédé utilisé par les alchimistes utilisant l'énergie du soleil concentrée dans le but d'élaborer des parfums.
En 1615, la pompe solaire de Salomon de Caus utilise des lentilles pour chauffer un récipient rempli d'un mélange air-eau. Cette invention est considérée comme étant la première utilisation de l'énergie solaire depuis l'époque classique.
Dans les années 1780, H. B. de Saussure invente un instrument de mesure lui permettant d'étudier les effets calorifiques des rayons du Soleil, qu'il nomme « héliothermomètre », il utilise l’effet de serre obtenu par un vitrage placé au-dessus d’un absorbeur dans un caisson isolé ; il crée ainsi les premiers capteurs solaires thermiques à basse température.
En 1865, Augustin Mouchot construit le premier moteur solaire composé d'un récepteur conique muni d'un récipient métallique noirci recouvert d'un mince bocal en verre transparent dans sa ligne focale.
En 1868, John Ericsson, inventeur suédois, construit lui aussi plusieurs moteurs solaires, qui fonctionnent soit à la vapeur, soit en association avec son moteur à air chaud (ou moteur calorique).
En 1893, le physicien britannique James Dewar découvre l'effet thermos selon le principe d’un récipient à deux parois séparées par un vide d'air, assurant une isolation quasi parfaite. Le principe de la bouteille isotherme permet par la suite le développement des deux types de capteurs solaires thermiques à tubes sous vide existant, l'un par circulation directe, l'autre par caloduc.
Dans les années 1910, les premiers chauffe-eau solaires individuels apparaissent en Californie. Après une période essentiellement consacrée au développement de l'énergie hydraulique, les essais de développement industriel de centrales solaires thermiques ont été couronnés d'un succès technique, mais non économique, car arrivant au moment où le prix du pétrole diminuait à nouveau.
Néanmoins, depuis les années 1970 et 1980, son développement prend du retard alors que le développement de l'énergie solaire photovoltaïque est favorisé. Dès lors, seules de petites unités de solaire thermique (chauffe-eau individuel ou de petites collectivités, piscines, etc.) sont fonctionnelles, hors le solaire thermique lourd destiné à produire de l'électricité.
Pendant les années 2000, la nécessité de diminuer les émissions de gaz à effet de serre, la perspective du pic pétrolier et les doutes sur les solutions pour la gestion des déchets nucléaires et sur les risques liés à cette source d'énergie rendent le solaire thermique plus attractif. Les chauffe-eau solaires connaissent un développement rapide dans certains pays, en particulier en Chine, et des projets industriels de grande taille sont réalisés aux États-Unis, en Espagne, au Moyen-Orient, en Australie et au Maroc. Mais la baisse rapide des coûts du solaire photovoltaïque au début des années 2010 fait chuter les projets du solaire thermique individuel, devenu moins attractif, et du thermodynamique, devenu moins compétitif.[réf. nécessaire]

## Intérêt du solaire thermique
Le captage de l'énergie solaire thermique a plusieurs avantages. En ce qui concerne le chauffage, les capteurs destinés au chauffage sont relativement simples, rustiques et durables.
Concernant l'électricité, les systèmes de turbine à vapeur classiquement utilisés reposent sur des composants parfaitement sûrs et éprouvés. Dans les zones très ensoleillées, la rentabilité est prouvée : une centrale solaire thermodynamique est au Maroc amortie au niveau énergétique en cinq mois (c'est-à-dire qu'elle aura produit plus d'énergie qu'en a nécessité sa construction et son démarrage), ce qui est comparable à l'éolien (quatre à sept mois), mais bien plus rapide que les modules photovoltaïques en silicium (qui nécessitent en 2009 trois à cinq ans pour rembourser leur « dette énergétique », mais qui nécessiteront moins de frais et de travail pour leur entretien et fonctionnement). Enfin, un fort potentiel de développement est disponible dans plusieurs pays en développement, qui présentent un impact a priori modéré sur l'environnement (déserts, zones arides, etc.). Selon le DLR, une capacité de plus de 3 GW est réaliste en Europe, tandis qu'elle serait de 15 GW pour toute la planète.
Dans le domaine de la purification de l'eau, le distillateur solaire peut fournir de l'eau potable en suffisance dans les zones tropicales et subtropicales.

## Statistiques
| Pays           | Puissance installée (GWth) | Surface de capteurs (millions m²) | % 2020 |
| -------------- | -------------------------- | --------------------------------- | ------ |
| Chine          | 364,0                      | 520,0                             | 72,8 % |
| Turquie        | 18,4                       | 26,3                              | 3,7 %  |
| États-Unis     | 18,2                       | 26,0                              | 3,6 %  |
| Allemagne      | 13,9                       | 19,9                              | 2,8 %  |
| Brésil         | 13,1                       | 18,7                              | 2,6 %  |
| Inde           | 11,5                       | 16,4                              | 2,3 %  |
| Australie      | 6,8                        | 9,7                               | 1,4 %  |
| Mexique        | 3,6                        | 5,1                               | 0,7 %  |
| Grèce          | 3,5                        | 5,0                               | 0,7 %  |
| Italie         | 3,5                        | 4,9                               | 0,7 %  |
| Israël         | 3,4                        | 4,9                               | 0,7 %  |
| Autriche       | 3,4                        | 4,9                               | 0,7 %  |
| Espagne        | 3,3                        | 4,7                               | 0,7 %  |
| Japon          | 2,4                        | 3,4                               | 0,5 %  |
| Pologne        | 2,1                        | 3,0                               | 0,4 %  |
| Afrique du Sud | 1,7                        | 2,5                               | 0,3 %  |
| France         | 1,6                        | 2,3                               | 0,3 %  |
| Monde          | 500,2                      | 714,6                             | 100 %  |

Le graphique qui aurait dû être présenté ici ne peut pas être affiché car il utilise l'ancienne extension Graph, désactivée pour des questions de sécurité. Des indications pour créer un nouveau graphique avec la nouvelle extension Chart sont disponibles ici.

Installations annuelles de capteurs solaires thermiques vitrés
Source : Agence internationale de l'énergie 
Le marché a connu une croissance exponentielle de 2000 à 2008, année où son taux de croissance a atteint un record de 34 %. Ce taux a décru très rapidement jusqu'à 2014, où il a chuté à -16 %. Le recul a ensuite ralenti, mais le taux reste encore négatif en 2020 (-6 %). Le volume des installations annuelles a culminé en 2013 à 50 Gwth, puis a décru rapidement pour tomber à 24,7 Gwth en 2020.
Les dix pays les plus équipés en solaire thermiques étaient en 2020 :
| Pays      | Puissance installée (Wth par habitant) |
| --------- | -------------------------------------- |
| Barbade   | 600                                    |
| Chypre    | 460                                    |
| Israël    | 395                                    |
| Autriche  | 370                                    |
| Grèce     | 329                                    |
| Palestine | 274                                    |
| Chine     | 259                                    |
| Turquie   | 225                                    |
| Danemark  | 222                                    |
| Allemagne | 161                                    |

En France, le solaire thermique peine à se développer : la surface installée de capteurs thermiques n'est que de 3,225 Mm2 (millions de mètres carrés) en 2018, soit 2 258 MWth, au 6e rang européen, loin derrière l'Allemagne, no 1 avec 13 489 MWth, suivie par l'Autriche, la Grèce, l'Espagne et l'Italie, et au 18e rang en surface installée par habitant. Mais le secteur semble connaître, comme dans de nombreux autres pays, une renaissance sous la forme de grandes installations, qu'elles soient raccordées à des réseaux de chaleur urbains, ou qu'elles livrent les grandes quantités de chaleur que réclament les process industriels.

## Capteurs solaires thermiques
Le capteur solaire thermique est conçu pour recueillir l'énergie solaire transmise par rayonnement et la communiquer à un fluide caloporteur (gaz ou liquide) sous forme de chaleur.
Les différents types de capteurs se différencient principalement par la plage de température sur laquelle ils sont utilisés. Les capteurs non-vitrés sont optimaux pour les applications très basse température (chauffage de piscine principalement). Viennent ensuite les capteurs plans vitrés, qui peuvent être utilisés pour la production d'eau chaude sanitaire ou pour le chauffage de bâtiments. Les capteurs tubulaires sous vide sont eux plus adaptés pour des températures plus élevées (supérieures à 80 °C). Pour des températures encore plus élevées (au-delà de 100 - 110 °C), des systèmes à concentration sont normalement utilisés (miroir cylindro-parabolique, capteur linéaire de Fresnel, réflecteur parabolique tel que le réflecteur de Scheffler, tour solaire, etc.).

## Capteurs à air circulant, intégrés aux murs et toitures
Quand il est intégré à la paroi (façade ou toiture) un tel capteur peut assumer différentes fonctions architecturales (paroi, décor, source d'ombre, mur anti-bruit, etc.), fournir de la chaleur et récupérer une partie des déperditions de chaleur du bâtiment lui-même.
De tels systèmes sont actuellement utilisés individuellement, mais présentent des potentialités d'intégration dans les écoquartiers, comme mur antibruit, dans la rénovation énergétique ou dans le neuf au travers et dans les approches de type réseau électrique intelligent, réseaux énergétiques collaboratifs tels que proposés par la TRI (troisième révolution industrielle notamment promue par Jeremy Rifkin).
En été, la nuit les panneaux peuvent collecter de l’air plus frais et, le jour, selon les fabricants, la structure joue le rôle d’un « surisolant » limitant l’échauffement ; ainsi 5 m2 de SolarWall économiseraient une tonne de rejet de CO2 par an en moyenne.
Le 6 février 2014, ArcelorMittal annonce qu’il produira en France (à Haironville, en Moselle) les capteurs (plats ou incurvés) en acier des murs et toitures solaires du système de chauffage d’air SolarWall,  qui est une « peau additionnelle » à poser sur les bâtiments  (orientation Sud Est - Sud - Sud-Ouest) pour économiser 20 à 50 % des besoins classiques en énergie. La mise sur le marché européen de ce produit et concept développé par le groupe canadien Conserval Engineering est prévue dès 2014. Les capteurs conçus sur mesure sont adaptés au chauffage individuel ou collectif, au séchage industriel et agricole et doivent être installés par des bardeurs/couvreurs ou étancheurs. Leur durée de vie prévue est de 30 ans sans maintenance. Ils sont reconnus par le système d’écocertification LEED (procurant jusqu’à dix « points LEED »).

## Chauffe-eau et chauffage solaire

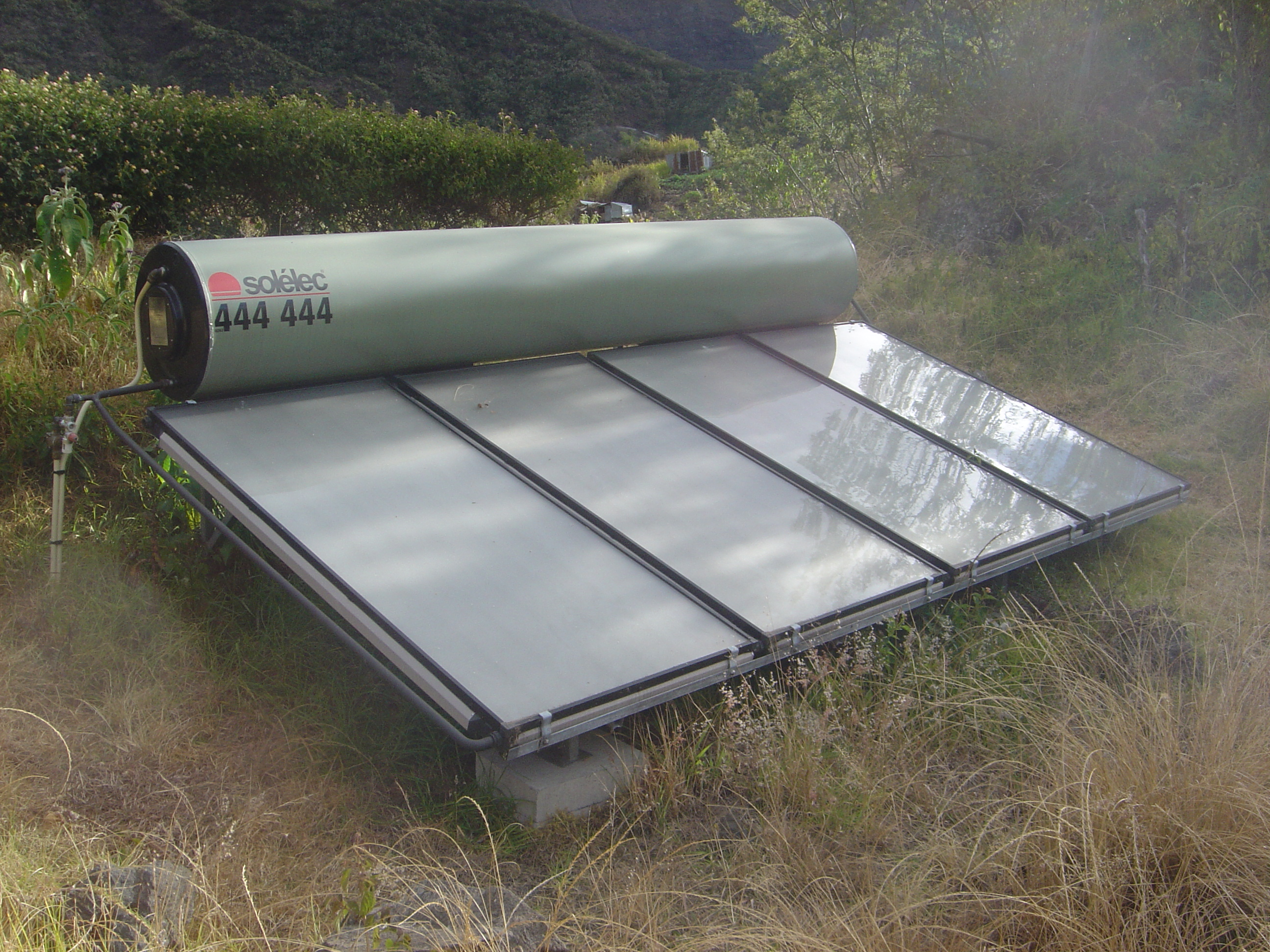
Chauffe-eau solaire.

À l'échelle d'une habitation individuelle ou collective, il est possible d'installer un chauffe-eau solaire ou un chauffage solaire : des capteurs vitrés sont installés le plus souvent sur la toiture, dans lesquels circule un liquide caloporteur chauffé par le rayonnement solaire, qui transmet ensuite la chaleur à un réservoir d'eau ou dans le dispositif appelé plancher solaire direct (PSD), intégré à une dalle de sol.
Ce procédé permet de couvrir deux tiers à trois quarts des besoins annuels en eau chaude (en France) et d'apporter éventuellement un complément important au chauffage (installation dite système solaire combiné, SSC). La réglementation thermique 2012 (RT 2012) a fait évoluer l'utilisation des énergies renouvelables (EnR) pour la construction neuve[réf. nécessaire]. Toute maison individuelle doit depuis utiliser une EnR. À ce titre, un nouveau type de chauffe-eau solaire individuel (CESI) minimaliste est proposé[Par qui ?], de dimensions réduites au minimum (capteur de 2 m2 et ballon de 150 litres) et à coût réduit.
Dans le logement collectif, l'utilisation du solaire trouve également toute son utilité pour produire prioritairement l'eau chaude sanitaire.
Il existe aussi des centrales de chauffage solaire, fonctionnant sur le même principe que le chauffage solaire individuel, mais à plus grande échelle. L'eau chaude produite est ensuite distribuée via des réseaux de chaleurs.

## Rafraîchissement solaire
Il existe des types de machines frigorifiques qui utilisent, paradoxalement, une source de chaleur : le réfrigérateur à absorption de gaz par exemple, assez commun pour les camping-cars et caravanes. Cette chaleur peut être fournie par le soleil, avec des capteurs comparables à ceux des autres applications. La dépendance au soleil n'est pas gênante lorsqu'il s'agit justement d'assurer l'évacuation d'un excès de chaleur solaire, et pour d'autres applications il reste possible d'assurer le fonctionnement à l'aide d'un système d'appoint par combustion.

## Cuisinières et sécheurs solaires

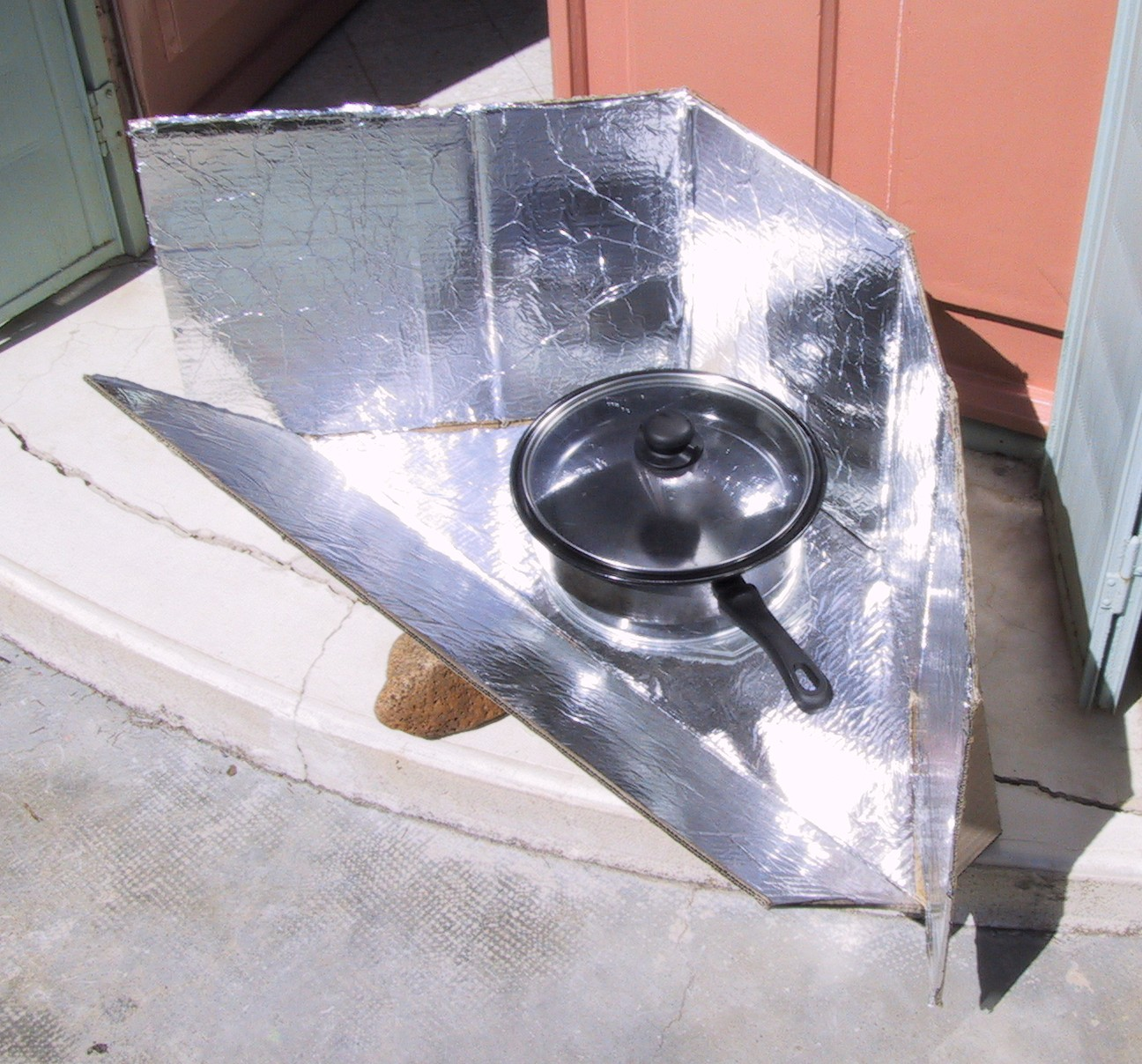
Cuiseur solaire.

Les cuiseurs solaires sont très répandus en Chine et en Inde. Outre le cuiseur-boîte et le cuiseur à panneaux, des cuiseurs paraboliques ont été développés.
Une plaque de carton recouverte d'une feuille d'aluminium et découpée de façon à former une coquille permet déjà d'obtenir l'échauffement d'une marmite (de préférence noire) placée dans un sac en plastique transparent limitant les pertes en chaleur et en vapeur d'eau. Grâce à des systèmes de ce genre, de nombreux aliments peuvent être cuits, mijotés ou chauffés et de l'eau peut être bouillie. La pièce la plus fragile est le sac en plastique.
Des cuiseurs-boîtes avec un couvercle vitré ou un plastique rigide sont assez faciles à fabriquer avec des matériaux locaux (coquilles vides et sèches pour l'isolation thermique, etc.). Il existe de nombreux modèles de fours solaires pour la cuisson des aliments, ces derniers atteignent des températures de 100 à 220 °C en général.

## Moteurs solaires
L'utilisation de l'énergie solaire remonte à l'Antiquité, mais ce n'est qu'au XIXe siècle que les premiers moteurs solaires apparaissent. Les plus connus sont les moteurs solaires d'Augustin Mouchot et de John Ericsson, ce dernier cherchant à associer l'énergie solaire au moteur à air chaud, dans certains cas plus performant que la machine à vapeur.
Les moteurs solaires transforment l'énergie du soleil en énergie mécanique qui est ensuite transformée en énergie électrique ou toute autre énergie. Les moteurs solaires fonctionnent soit à air chaud, soit avec la vapeur d'eau. Dans les deux cas, ils concentrent l'énergie solaire pour chauffer le fluide de travail (air ou eau) qui en est la force motrice.

## Centrales solaires thermodynamiques

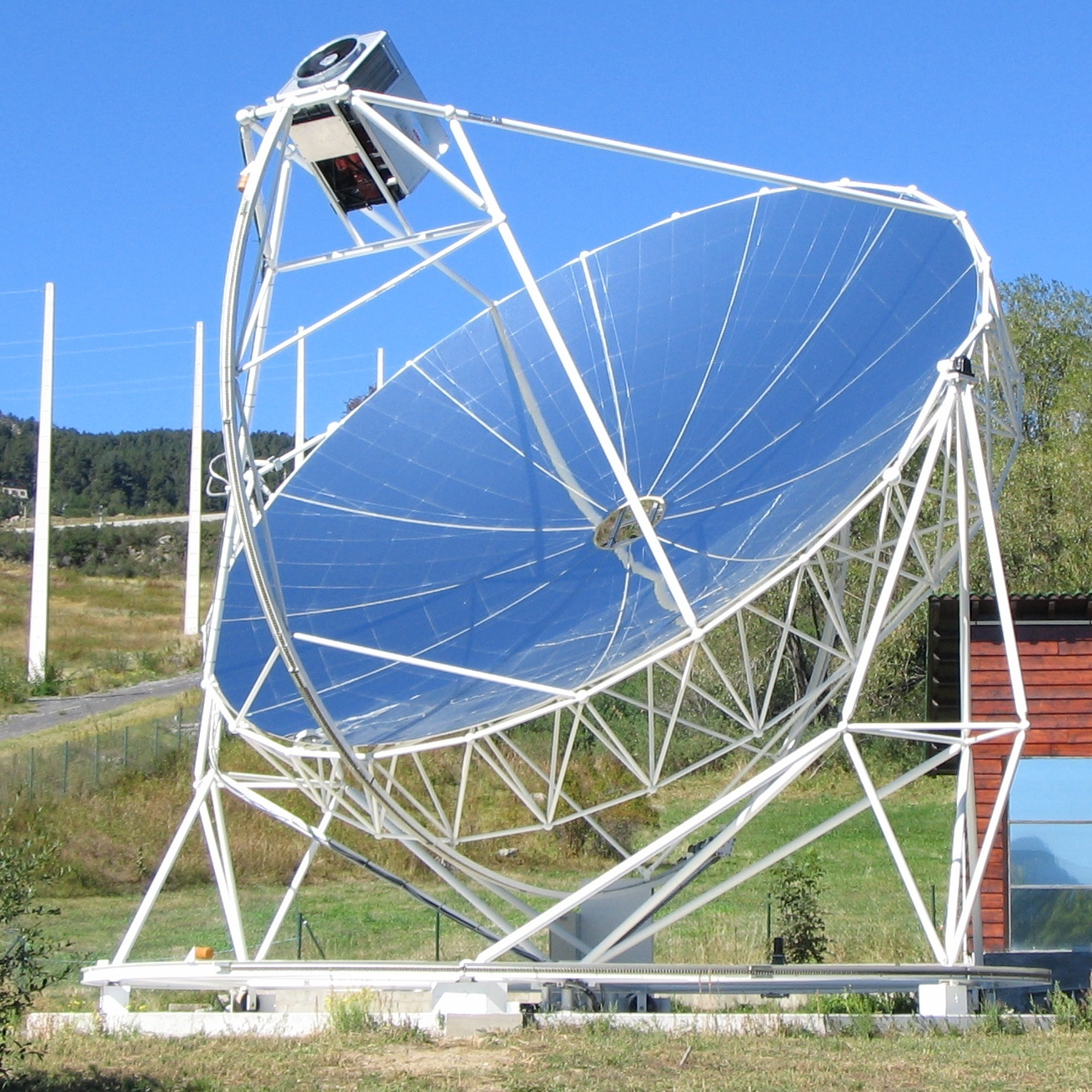
Projet de recherche à Font-Romeu-Odeillo, France. Un moteur Stirling est placé au foyer de la parabole.

Des systèmes de production d'énergie permettent de concentrer l'énergie solaire en un point précis qui peut alors atteindre une température considérable[Combien ?]. Une production électrique est alors possible via, entre autres, des turbines à vapeur ou d'autres moteurs thermiques.
Pour cela, des collecteurs paraboliques chauffent un fluide caloporteur (eau, sels fondus, huiles synthétiques, ou directement vapeur) circulant dans des tuyaux placés au niveau de leur foyer géométrique.
L'irrégularité propre à l'énergie solaire peut être contournée, soit en stockant la chaleur (avec un réservoir de fluide chaud), soit en hybridant les concentrateurs solaires avec une centrale thermique classique (la chaudière et la chaleur solaire nourrissant la même turbine à vapeur).
- La centrale de Mojave en Californie, vers 1980, avait fait figure de projet pionnier. Quelque peu oubliée depuis, cette filière revient d'actualité dans les années 2000 (les inquiétudes sur le réchauffement climatique et sur les réserves d'hydrocarbures aidant), avec de nombreux projets pilotes dans une dizaine de pays.
- La centrale thermo-solaire Nevada Solar One est construite à partir de février 2006 à Boulder City. En 2009 elle est raccordée au réseau et développe une puissance de 64 mégawatts (troisième puissance au monde[15]. Selon ses concepteurs, elle permet d'éliminer une pollution équivalente à celle d'un million de voitures en circulation sur le territoire des États-Unis.
- La Pacific Gas and Electric a annoncé en novembre 2007 une centrale solaire à San Luis Obispo, qui produit 177 MW d'électricité pour 120 000 foyers[16].
- La centrale solaire Thémis, expérimentale, a également en France produit de l'électricité dans les années 1980 avant sa mise en sommeil « faute de rentabilité »[réf. nécessaire] face à la chute du prix du pétrole et à une électricité nucléaire moins chère. Elle est en cours de reconversion.
- La centrale d'Almería en Espagne n'a pas eu de suite majeure pour les mêmes raisons.

Le 31 mars 2007, à 25 km de Séville a été officiellement inaugurée une centrale solaire nommée PS10 d'une puissance de 11 MW électrique, dont la production prévue est d'environ 23 GWh/an (soit la production à pleine puissance de 2 000 h/an). D'autres centrales similaires sont prévues.
En 2011, Alba Nova 1, située en Corse, est la première centrale solaire thermodynamique française d'envergure à avoir obtenu un permis de construire depuis plus de 30 ans.
Une tour solaire de 1 000 m de hauteur, prévue à Buronga en Australie, était l'un des projets les plus ambitieux de la planète pour la production d'énergie alternative. Ce serait une usine d'énergie renouvelable qui fournirait la même puissance qu'un petit réacteur nucléaire tout en étant plus sûre et plus propre.
Un moteur Stirling relié à une génératrice peut aussi bien utiliser un système de concentrateurs paraboliques ou des capteurs plats à fluide caloporteur, selon son gradient thermique de fonctionnement.

## Applications
À travers le monde, la grande majorité des installations sont utilisées pour produire de l'eau chaude sanitaire pour les logements. Fin 2020, 35 % des installations en service étaient destinées à cet usage dans des maisons individuelles et 51 % dans les logements collectifs, le tourisme et les locaux des services publics. Les capteurs solaires sont aussi utilisés pour des systèmes solaires combinés (6 %), SSC (eau chaude sanitaire et chauffage de bâtiment), pour le chauffage de piscines (6 %), et pour applications diverses (2 %) telles que des centrales de chauffage solaire (réseaux de chauffage urbain), pour des procédés industriels ou encore pour de la climatisation solaire.

### Eau chaude solaire
Le chauffe-eau solaire est la principale utilisation des panneaux solaires thermiques du fait de sa rentabilité et de la faible évolution saisonnière des besoins d'eau chaude, souvent aussi importants en été qu'en hiver. Les économies procurées permettent d'amortir l'installation bien avant sa fin de vie.
L'énergie solaire captée dans la journée est stockée sous forme d'eau chaude dans un ballon de quelques centaines de litres (pour une maison). Sous la latitude de Paris, une autonomie de plusieurs jours, en été, est possible avec une surface de capteurs suffisante (1 à 2 m2 par personne), et un volume du ballon de l'ordre de 50 à 75 litres par utilisateur. Afin de compenser les insuffisances d'ensoleillement, un appoint est nécessaire. Il peut être fourni par un chaudière (bois, fuel, gaz...) ou par une résistance électrique raccordée au réseau, avec une régulation adaptée.
Dans les régions chaudes, les capteurs solaires utilisés sont souvent rudimentaires : un réservoir peint de couleur sombre, un long tuyau déroulé sur un toit...
En France, pour les installations thermiques solaires de plus de 50 m2, un télé-suivi des installations est imposé par l'ADEME en contrepartie des subventions versées. Ce suivi permet de garantir les résultats solaires (GRS) en impliquant dans le projet le constructeur des panneaux, le bureau d'étude ayant conçu l'installation, l'installateur et l'entreprise chargée de la maintenance. Ce suivi est impératif car le dysfonctionnement d'une installation solaire thermique est indolore puisqu'en cas d'arrêt, la production d'eau chaude est assurée par l'appoint.

### Chauffage et eau chaude combinés
Le taux de couverture des besoins cumulés (chauffage + eau chaude) peut aller au-delà de 50 %, sous réserve que les besoins en chauffage soient limités (isolation, minimisation des surfaces à chauffer...).
Le DT maximal pour ces applications, en France, doit être considéré égal à 50 °C.
En hiver, pour le chauffage : température du stock (eau) de 50 °C et température extérieure de 0 °C (stockage dans de l’eau). La température du stock est limitée par le puisage permanent en énergie que fait le système opérationnel de chauffage. Dans le cas d’un stockage dans la masse (planchers ou murs), la température du stock (alors considérée dans la structure) ne peut dépasser 30 °C dans un plancher ou 40 °C dans des murs mais un stock additionnel (eau) peut assurer la récupération de l’excédent.
En été : température du stock (eau) de 80 °C et température extérieure de 30 °C.
Trois conditions doivent être réunies à la construction pour obtenir la couverture solaire totale des besoins :
- orientation des capteurs par rapport à l'ensoleillement dans l'hémisphère nord : orientation Sud +/- 25° et inclinaison de 35 à 70° ; l'écart de rendement dans ces conditions est faible et limité à 15 % soit pour un taux d'économie de 45 % une variation inférieure à 7 % ;
- un chauffage solaire peut s'installer sur des habitations récentes ou anciennes ;
- place suffisante faite à un ou deux ballons d'eau placés selon les cas soit dans une chaufferie, garage soit dans la zone chauffée.

Les retours d'expériences faites en France, Suisse et Allemagne sont bons avec un recul d'environ 30 ans.
Pour l'habitat neuf (très bien isolé), la consommation d'énergie pour chauffer l'eau chaude est du même ordre que celle du chauffage. Un chauffage solaire est alors très efficace car il peut couvrir une très grande partie des besoins d'eau chaude et une bonne partie des besoins de chauffage. Le taux d'économie d'énergie augmente et peut aller jusqu'à 70 %. Des émetteurs basses températures sont à privilégier pour maximiser le rendement solaire : radiateurs basses températures ou mieux, plancher chauffant et mur chauffant à basses températures.

### Chauffage solaire
Pour des maisons bien isolées, l'énergie solaire peut couvrir près de 50 % des besoins de chauffage et 75 % des besoins thermiques d'eau chaude sanitaire, soit une économie globale allant jusqu'à 70 %. En rénovation, le chauffage solaire peut couvrir jusqu'à 50 % des besoins de chauffage et d'eau chaude. Le retour sur investissement est similaire en rénovation et dans le neuf car dans l'habitat neuf la surface des capteurs solaires est plus petite (7 % de la surface habitable contre 10 % en rénovation) ; la productivité des capteurs est alors similaire.

#### Chauffage solaire par air
Le choix d'un chauffage solaire par air nécessite une adaptation de l'architecture. Un système de chauffage solaire passif peut ne comporter qu'une grande verrière que l'on occulte par un rideau extérieur lorsque le besoin de chauffage ne se fait pas sentir ou en l'absence de rayonnement solaire pendant la période froide.
Le système de captage peut être une grande surface vitrée placée devant un mur sombre qui emmagasinera la chaleur ou encore un panneau dans lequel circule l'air qui traversera un réservoir empli de galets.

#### Plancher solaire direct

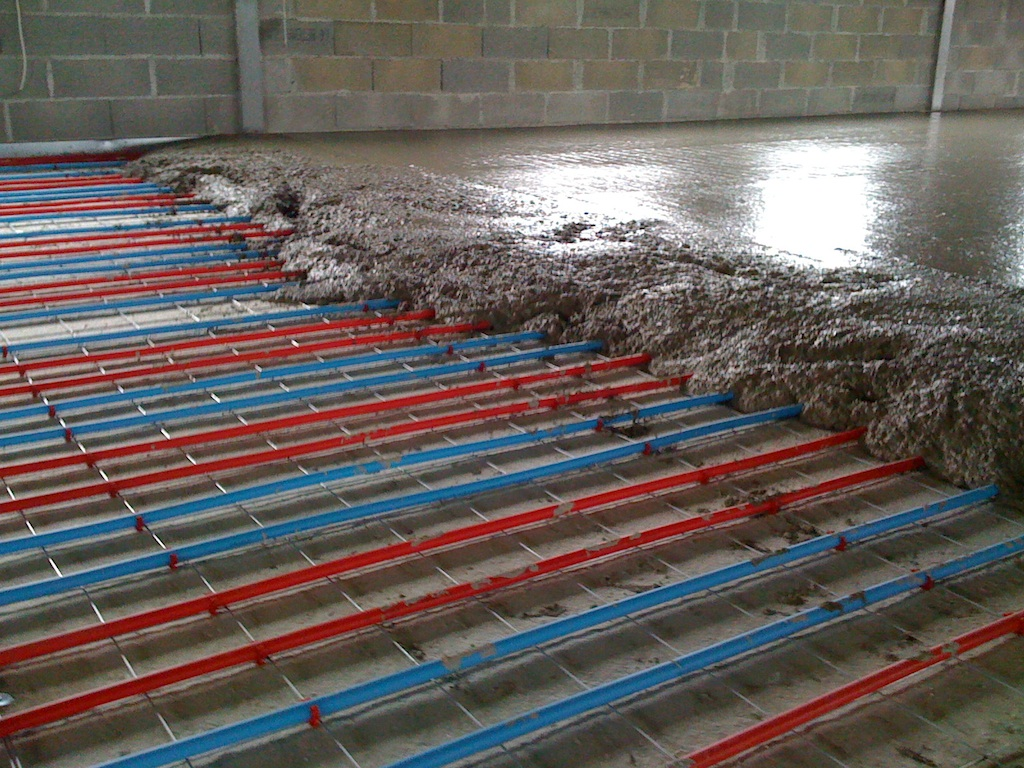
Mise en œuvre d'un plancher solaire.

Un plancher solaire direct est constitué d'une dalle chauffée par un réseau de tuyaux noyés dans le sol. La forte épaisseur de cette dalle lui donne une grande inertie thermique permettant de stocker l'énergie captée par les panneaux solaires placés à l'extérieur du local et orientés sud, dans l'hémisphère nord. L'énergie solaire est transportée par un fluide caloporteur antigel qui circule dans les panneaux et dans le plancher.
Le plancher solaire direct est une solution dont la rentabilité est presque deux fois supérieure à celle d'un chauffe-eau solaire et qui permet de réaliser des économies de chauffage et d'eau chaude importantes. La productivité moyenne mesurée  par l'Institut national de l'énergie solaire d'un chauffage solaire est de l'ordre de 445 kWh/m2/an au lieu de 270 kWh/m2/an pour un chauffe eau solaire individuel. De plus, le prix installé par m² de capteur d'un chauffage solaire est en moyenne 10 % moins cher qu'un chauffe-eau solaire.
Grâce à la grande quantité de béton (matériau le plus usité pour cette application), la crainte d'une montée en température du plancher n'est pas justifiée. En effet, l'auto-limitation est assurée par la masse autant que par les pertes ou la surface des capteurs. Depuis les années 1970, beaucoup d'applications individuelles ont été réalisées suivant ce principe. Les applications collectives ou industrielles se développent depuis quelques années.

### Climatisation solaire
La chaleur captée par les panneaux solaires est dirigée vers un réfrigérateur à absorption de gaz. Cette solution reste difficile à mettre au point. Elle sera sans nul doute plus écologique qu'une climatisation classique (réduction des émissions de dioxyde de carbone). La technique, complexe à mettre au point, est actuellement installée en phase de prototype sur plusieurs dizaines de sites en Europe. Les caves viticoles de Banyuls-sur-Mer ainsi que les bureaux du Centre scientifique et technique du bâtiment à Sophia Antipolis, citées très souvent en exemple, ont été arrêtées depuis quelques années, la maintenabilité des équipements (principalement le champ solaire, composé de capteurs à tube sous vide) n'ayant pas résisté à de longues périodes de stagnation, principalement causées par des arrêts inopinés en période estivale.

### Électricité solaire thermique
Plusieurs systèmes permettent de produire de l'électricité à partir de capteurs thermiques. L'association d'une parabole et d'un moteur Stirling permet de produire un mouvement transformé en électricité par un générateur électrique ; ou des capteurs semi-paraboliques dits « de Fresnel » peuvent chauffer un fluide à haute température, qui sert ensuite à produire de la vapeur qui actionne un turbo-alternateur. Dans ces deux cas, il s'agit davantage de dispositifs de réflexion que de capteurs d'énergie, qui peuvent concerner des centrales solaires thermodynamiques.
À une autre échelle, des capteurs thermiques associés à des thermocouples peuvent aussi produire de l'électricité (par effet Seebeck), mais avec les technologies disponibles, le rendement serait très faible et dépendant d'une source froide. Des découvertes récentes concernant certains oxydes laissent cependant entrevoir des progrès futurs dans ce domaine,,.